# Степні-Грін (станція метро)
51°31′19″ пн. ш. 0°02′47″ зх. д. / 51.521944° пн. ш. 0.046389° зх. д.
Степні-Грін (англ. Stepney Green) — станція Лондонського метрополітену ліній Дистрикт та Гаммерсміт-енд-Сіті. Станція знаходиться на Майл-Енд-роуд у районі Степні, округ Тауер-Гемлетс у східному Лондоні, у 2-й тарифній зоні, між метростанціями Вайтчепел та Майл-Енд. В 2017 році пасажирообіг станції — 6.34 млн пасажирів
Конструкція станції — однопрогінна мілкого закладення з двома прямими береговими платформами.
- 2. червня 1902 — відкриття станції у складі Whitechapel and Bow Railway.

## Пересадки
На автобуси London Buses маршрутів 25, 205, місцевий маршрут 309 та нічний маршрут N205.

## Послуги
| Попередня станція | Лінія                           | Лінія                                      | Лінія | Наступна станція |
| ----------------- | ------------------------------- | ------------------------------------------ | ----- | ---------------- |
| Вайтчепел         |                                 | Лондонське метро Лінія Гаммерсміт-енд-Сіті |       | Майл-Енд         |
| Вайтчепел         | Лондонське метро Лінія Дистрикт |                                            |       | Майл-Енд         |